# Nashville Superspeedway

Nashville Superspeedway är en amerikansk racerbana av typen ovalbana som är 1.33 miles lång (2.145 km). Banan ägs och förvaltas av Dover Motorsports.

## Historia/Karaktär
Nashville Superspeedway öppnades 2001, och fick snabbt en deltävling i IndyCar Series, som körde på banan i åtta säsonger. Nashville var en impopulär bana bland IndyCar-förarna, då den hade betongunderlag, vilket inte gav mycket grepp för däcken. Nashville försökte även få NASCAR Cup att komma till banan, men fick nöja sig med två tävlingar i Nationwide Series. Läktarkapaciteten på 50 000 begränsar banans chanser att få en tävling i NASCAR, där åskådarsiffrorna ofta går över 100 000. Ett annat hinder är att banan har samma ägare som Dover International Speedway, och ägaren har bara kontrakt för att arrangera två tävlingar i NASCAR, och båda dess går på Dover, som är en av de klassiska banorna i serien. Den mest framgångsrike föraren Scott Dixon vann tre gånger i rad på banan, vilket är en av de längsta sviterna på samma bana i IndyCar.